# Marcel Houf
Marcel Houf, celým jménem Jaroslav Marcel Houf, (14. listopadu 1951 Karlovy Vary – 25. října 2022 Vídeň, Rakousko) byl česko-rakouský alternativní umělec. Od roku 1963 žil a pracoval ve Vídni jako fotograf, grafik, performer, hudebník, filmař a publicista.

## Životopis

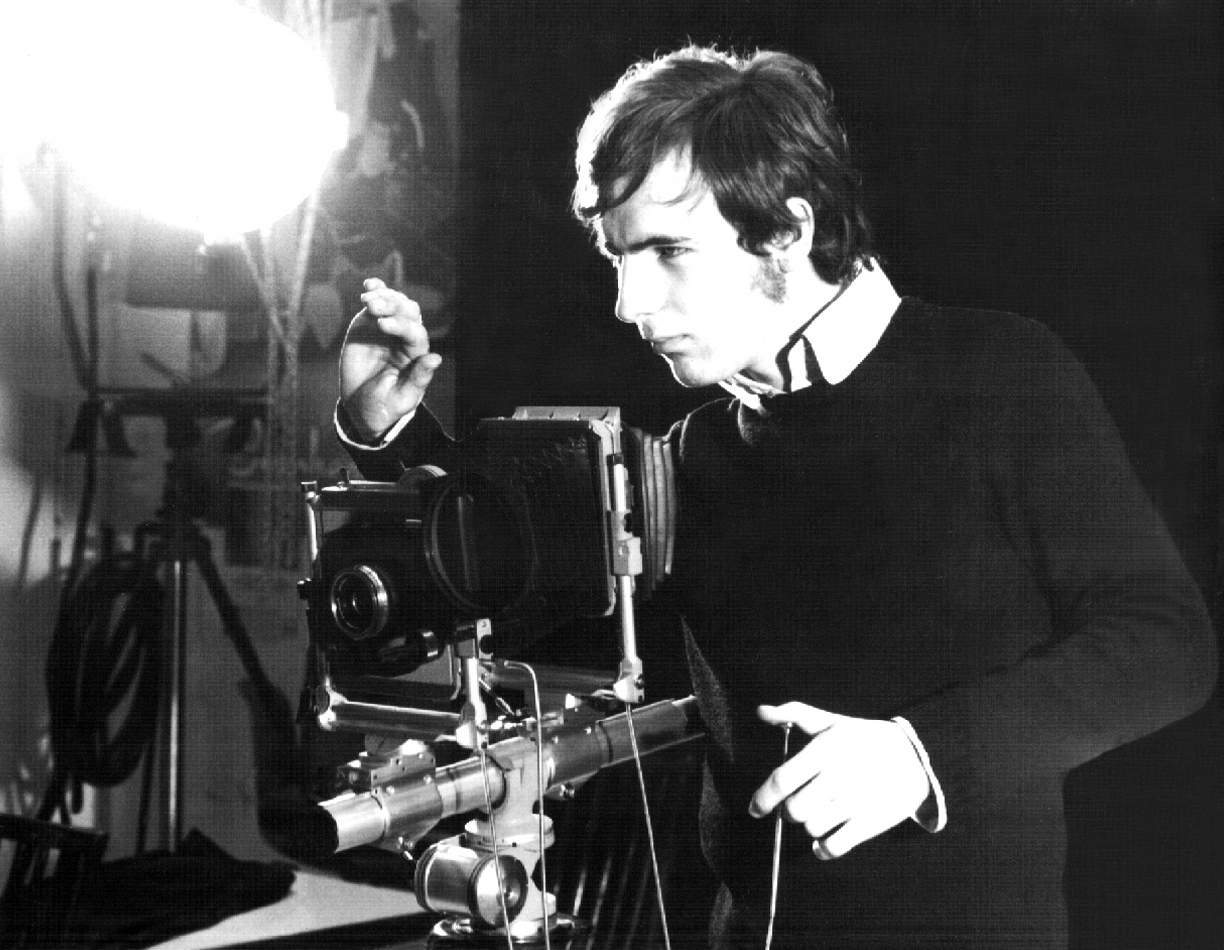
Marcel Houf ve fotostudiu v sedmdesátých letech (cca 1970–1980)

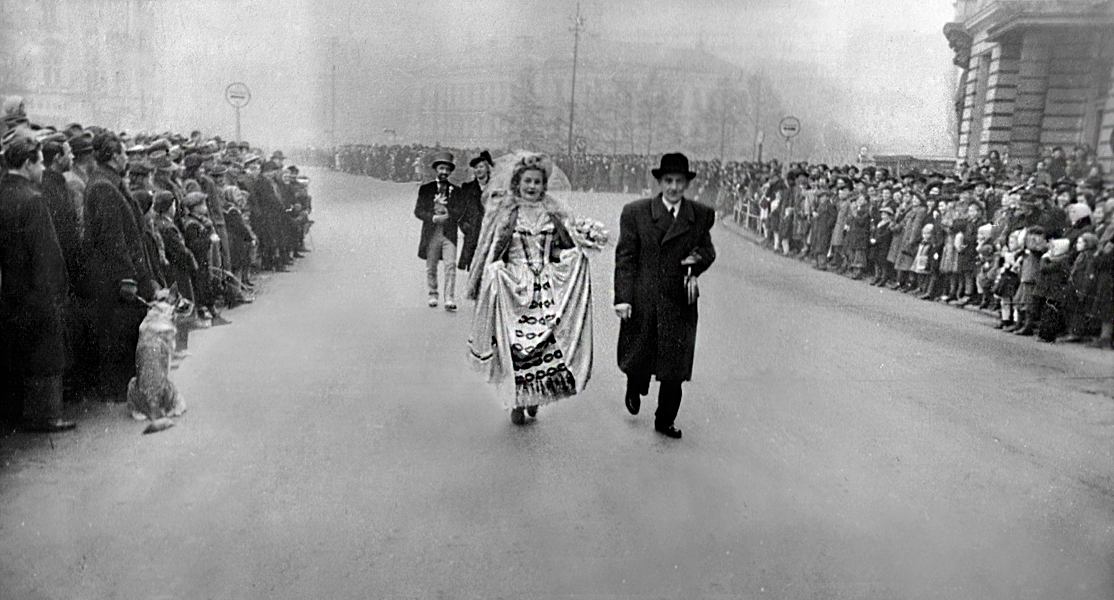
Ze svatby rodičů Marcela Houfa, Jaroslava a Eleonory, Karlovy Vary 28. listopadu 1948

### V Karlových Varech a Praze
Marcel Houf pocházel ze smíšené česko-rakouské umělecké rodiny. Český otec Jaroslav Houf byl známým, prozápadně orientovaným karlovarským fotografem a filmařem, matka Nora Houfová je rodilá Vídeňačka, profesí herečka. Svatba rodičů Marcela se uskutečnila v Karlových Varech v listopadu 1948, v době politického převratu a následných výrazných změn. Manželům se v roce 1949 narodil první syn, Kristian, a roku 1951 mladší Marcel. Otec, tehdejšímu systému nepohodlný fotograf, byl v roce 1953 zatčen a následného roku odsouzen na práci v dolech ve věznici ve Rtyni v Podkrkonoší. Koncem padesátých let pak rodina z politických důvodů přesídlila do Prahy. Ani tam se však nevyhnula politickým šikanám, které byly jedním z důvodů pro rozvod manželů. Dle soudního rozhodnutí připadl každý syn jednomu z rodičů. Matka se v roce 1963 odstěhovala s mladším synem, tehdy 12letým Marcelem, do Vídně a otec zůstal se starším Kristianem v Praze.

### Ve Vídni
Marcel studoval ve Vídni obor fotografie na Vyšší grafické škole (GLuVA – Grapfishe Lehr- und Versuchsanstalt) a navštěvoval přednášky z literatury, germanistiky a umění na Vídeňské univerzitě. Patnáct let pak pracoval jako fotoreportér a žurnalista pro mezinárodní fotoagenturu KIPPA, v reklamě a pro časopis Pop Music Express. Zde se setkal s řadou významných osobností světové kultury, které fotografoval – s Frankem Zappou, Jimi Hendrixem, Liz Tailor, Falcem, Manu Chao aj. Současně se věnoval umělecké fotografii, filmování a rockové hudbě. Od raného mládí inklinoval k alternativní hudební scéně, v jejímž rámci se výrazně uplatnil. Byl zakládajícím členem řady alternativních hudebních formací – Hever & Vaselina Band, General Guglhupf, Captain Chaos, Brontosaurus nebo Drahdiwaberl.
V jeho uměleckém vývoji sehrálo základní roli přátelství s multimediálním umělcem Padhi Friebergerem, který je v rakouském prostředí vnímán jako iniciátor nové umělecké generace bez konvencí a předsudků. Vedle hudby se intenzívně věnoval také experimentální fotografii, formálně inspirované tvorbou Andy Warhola a volnou filozofií hippies. Ideály své generace vyjádřil také v dokumentární poloze. V katalogu salcburského Muzea moderního umění byl nazván protagonistou specifického rakouského pop-artu.
Zúčastnil se mnoha mezinárodních výstav, mezi jinými Summer of Love ve vídeňské Kunsthalle, Frankfurtu nad Mohanem a Tate Gallery v Liverpoolu. Je zastoupen ve sbírkách několika významných institucí. Zabýval se rovněž multimediálními projekty a performancemi. V sedmdesátých letech 20. století spolupracoval s pražskou skupinou Plastic People of the Universe. V letech 1979–1989 mu byl zakázán vstup na území Československé socialistické republiky.
Marcel Houf zemřel ve Vídni 25. října 2022 ve věku 70 let.

#### Kontroverze
Umělec inspiroval rakouského písničkáře Georga Danzera k napsání hitu Jö schau nahou návštěvou vídeňské kavárny Hawelka. V důsledku tohoto představení byl přijat na psychiatrické oddělení. Inspirován touto skutečností pak složil píseň Psychiatrie Blues, v níž se zabýval tématem psychiatrie, státního násilí a nuceného léčení.

## Tvorba

### Výstavy
- 1997? – Ich ist ein Anderer (Körper – Identität – Gesellschaft), Kulturhaus der Stadt Graz, ukázky rakouské fotografie[2]
- 2004 – With Love & Respect, Museum der Moderne (Rupertinum), Salcburk[3][4]
- 2004 – Vision einer Sammlung /A Collection's Vision, Museum des Moderne Salzburg[5]
- ? – Summer of Love, Kunsthalle Wien, Frankfurt nad Mohanem a v galerii Tate Liverpool[1]

### Filmografie
- 1995 – Die neue Marlene oder vagasen sollt ma uns
- 1995 – War Is Over – Sex und Unsinn

### Zastoupení ve sbírkách
Svými díly je, event. byl, zastoupen v několika významných sbírkách:
- Galerie Hummel, Vídeň
- Galerie Hummel, Salcburk
- Museum der Moderne – Rupertinum, Salcburk
- Polaroid Museum, Chicago
- Polaroid Museum, Amsterdam
- Bundesministerium für Unterricht, Kunst und Kultur, Vídeň